# Skårby kyrka

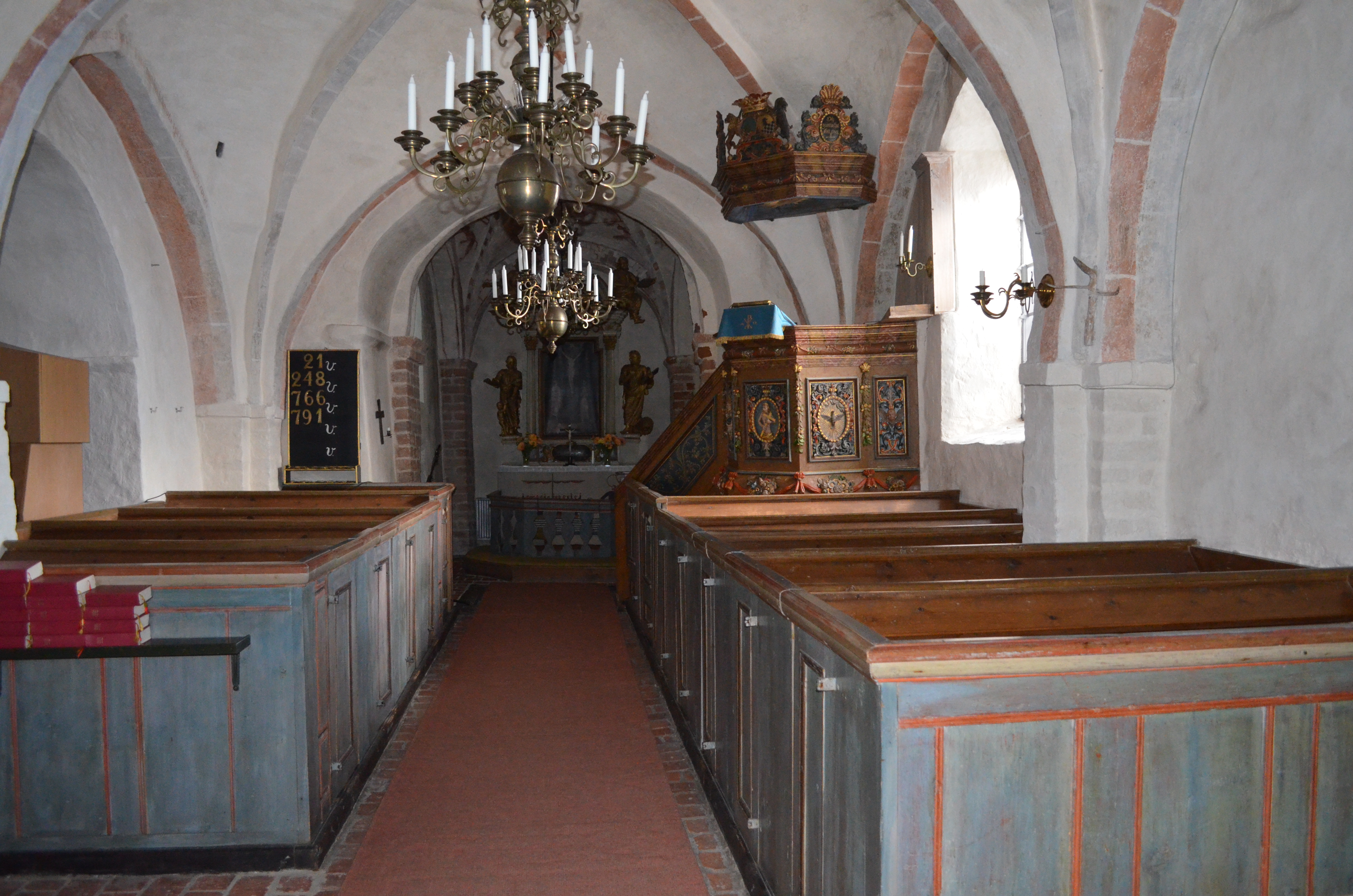
Skårby kyrkas kyrkosal

Skårby kyrka är en kyrkobyggnad i Skårby. Den tillhör Ljunits församling, tidigare Skårby församling, i Lunds stift.

## Kyrkobyggnaden
Kyrkan i Skårby byggdes tidigt under 1100-talet. Den är omnämnd i en donationshandling från 1145. Murverket, portalen från vapenhuset till långhuset och det rakt avslutade koret är ålderdomliga drag.
Vapenhuset och det kraftiga tornet med trappgavlar tillkom under senmedeltiden. På 1700-talet tillkom den så kallade nykyrkan norr om långhuset. I koret finns medeltida valvmålningar i naiv stil.
När baron Jules Stiernblad på Marsvinsholms slott 1863 ville ersätta kyrkorna i Balkåkra, Snårestad och Skårby med den nya Marsvinsholms kyrka protesterade bönderna i Skårby. De övertog själv underhållet av sin kyrka och på grund av detta finns den ännu kvar idag.
I kyrkogårdsmurens yttersida norr om kyrkan finns en runsten: Skårbystenen 2.

## Inventarier
- Kyrkan har en välbevarad gammal inredning. I den bakre delen finns en läktare från 1600-talet.
- Altaruppsatsen är gjord av Matthias Stenberg från Ystad 1734 och predikstolen dateras till 1742.
- Vid ingången till nykyrkan finns en kyrkotagningsstol. Enligt seden skulle en kvinna sex veckor efter förlossningen mottagas i kyrkan i en ceremoni.
- Tidigare fanns ett lektorie infogat i läktaren för att hålla uppe krucifixet i triumfbågen framför koret. Lektoriet är daterat till 1485-86 och är det enda kända i Sverige. Det är numera uppställt på Historiska museet i Lund.

### Orgel
- Den nuvarande orgeln byggdes 1970 av A. Mårtenssons Orgelfabrik AB, Lund och är en mekanisk orgel.

| Manual       | Pedal   | Koppel  |
| Gedackt 8'   | Bihängd | Man/Ped |
| Rörpommer 4' |         |         |
| Principal 2' |         |         |
| Nasat 1 1/3' |         |         |